# Demografia d'Hondures

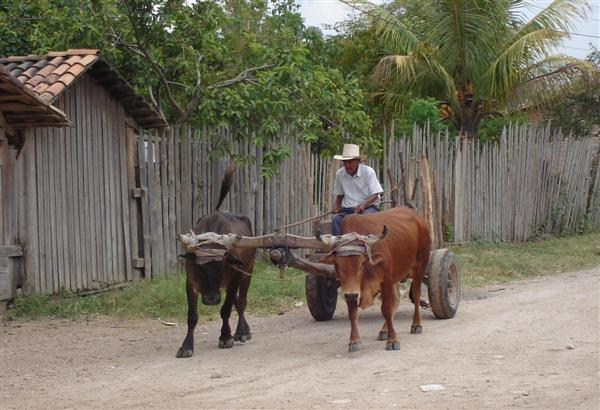
Carretera de Talanga, Hondures.

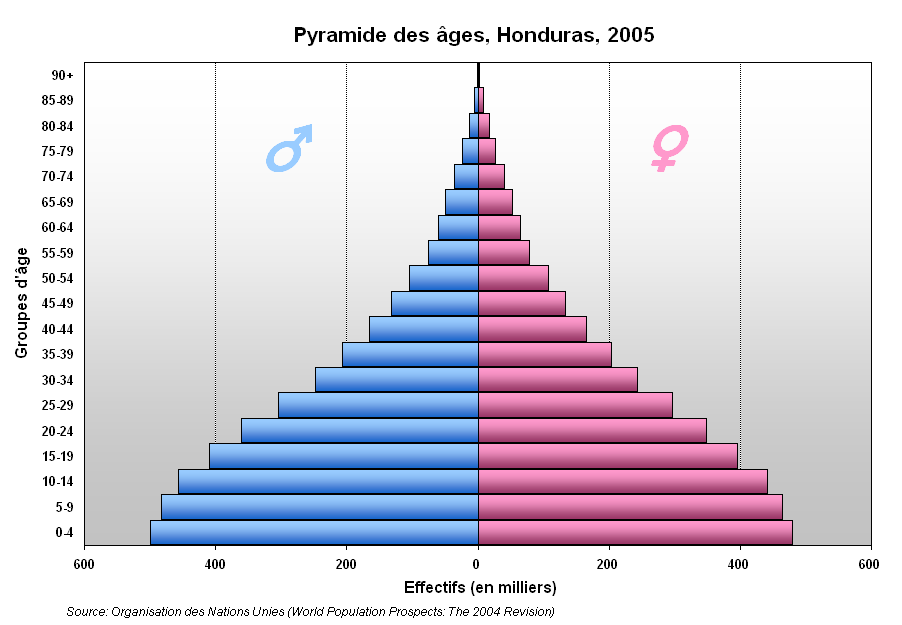
Estructura demogràfica d'Hondures per edat i sexe en el 2005

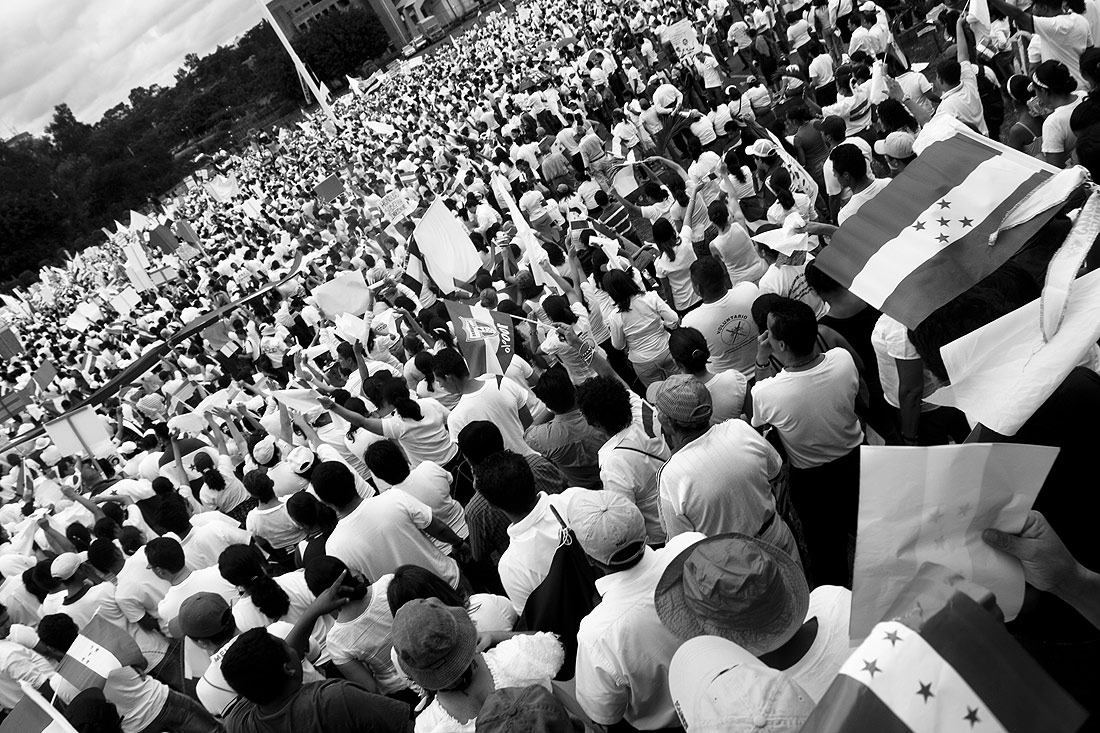
La població d'Hondures, és de les de major creixement a Llatinoamèrica.

Aquest és un article sobre la demografia d'Hondures i dels grups ètnics que hi viuen. El primer cens de la població hondurenya, es va dur a terme pel Bisbe Fernando Cardiñanos el 1791 donant com a resultat una mica més de 90.000 habitants. D'allí d'ara endavant, el creixement en nombre d'hondurenys va ser consistentment en ascens. El 1887 Hondures ja tenia 330.000 habitants. Per 1940, el nombre d'hondurenys ja havia augmentat a més d'un milió. D'acord amb les dades proporcionades pel Centre Centre-americà de la Població de la Universitat de Costa Rica, i la CEPAL, la població d'Hondures, està entre les quals registra un nombre més gran de creixement anual a Llatinoamèrica.
La població total d'Hondures és de 8.045.990 habitants pel 2010. D'aquest nombre, 4,128,652 persones componen la Població urbana i 3.917.338 la població rural, segons el cens de Població i Habitatge de l'Institut Nacional d'Estadístiques d'Hondures. El departament amb major població a Hondures és Francisco Morazán amb 1.691.056. El departament amb menor població a Hondures és Islas de la Bahía amb 49.158 persones, 25.182 són dones i 23.976 són homes.
El gruix de la població el componen les persones entre 20 i 59 anys (3.601.947). Seguit pels nens que oscil·len entre les edats de (0 - 9) (2.114.366). Després li segueixen els adolescents (10-19) amb 1.839.806. Això fa d'Hondures, una població bastant jove. D'acord amb les xifres de publicades per aquest cens (INE. Cens de Població i Habitatge) solament 489.871 componen el grup de la tercera edat (60+).
Aquest ràpid creixement demogràfic a Hondures, ha tingut com a conseqüència un descens en l'ingrés per capita i increment en la pressió sobre l'accés als serveis de vida. Això, ha portat a milers d'hondurenys a haver d'emigrar a països com: Mèxic, Belize, alguns països europeus (per llaços idiomàtics i culturals, i per la possibilitat d'adquirir la doble nacionalitat en un termini més reduït, Espanya és la principal destinació europea), però especialment als EUA a la recerca de millors condicions de vida. A més, aquest creixement poblacional ha accelerat el procés d'urbanització a les principals ciutats com San Pedro Sula i Tegucigalpa.

## Població
| Any       | Població  | Urbana          | Rural           | % Creixement anual intercensal |
| --------- | --------- | --------------- | --------------- | ------------------------------ |
| 1791      | 96,421    | -               | -               | -                              |
| 1801      | 128,453   | -               | -               | 2.91                           |
| 1881      | 307,289   | -               | -               | 1.10                           |
| 1887      | 331,917   | -               | -               | 1.29                           |
| 1895      | 398,877   | -               | -               | 2.32                           |
| 1901      | 543,741   | -               | -               | 5.30                           |
| 1905      | 500,136   | -               | -               | -2.07                          |
| 1910      | 553,446   | -               | -               | 2.05                           |
| 1916      | 605,997   | -               | -               | 1.52                           |
| 1930      | 854,184   | -               | -               | 2.48                           |
| 1935      | 962,000   | -               | -               | 2.41                           |
| 1940      | 1,107,859 | -               | -               | 2.86                           |
| 1945      | 1,200,542 | -               | -               | 1.62                           |
| 1950      | 1,368,600 | -               | -               | 2.65                           |
| 1961      | 1,884,700 | -               | -               | 2.95                           |
| 1974      | 2,656,948 | 833,179 (31%)   | 1,823,769 (69%) | 2.68                           |
| 1988      | 4,248,561 | 1,751,833 (39%) | 2,691,888 (61%) | 3.41                           |
| 2001      | 6,535,344 | -               | -               | 3.36                           |
| 2008      | 7,483,763 | -               | -               | 8.99                           |
| 2010      | 8,046,000 | -               | -               | -                              |
| Font: INE |           |                 |                 |                                |

D'acord amb la revisió de 2012 dels World Population Prospects la població total era de 7.621.000 el 2010, enfront de només 1.487.000 el 1950 (un augment de cinc vegades en 60 anys). La proporció de nens menors de 15 en l'any 2010 va ser del 36,8%, el 58,9% té entre 15 i 65 anys, mentre que el 4,3% té 65 anys o més.
|      | Població total (x 1000) | Proporció 0–14 anys (%) | Proporció 15–64 anys (%) | Proporció 65+ anys (%) |
| ---- | ----------------------- | ----------------------- | ------------------------ | ---------------------- |
| 1950 | 1 487                   | 42.2                    | 53.8                     | 4.0                    |
| 1955 | 1 717                   | 44.3                    | 52.3                     | 3.4                    |
| 1960 | 2 002                   | 46.1                    | 50.8                     | 3.2                    |
| 1965 | 2 353                   | 47.1                    | 49.8                     | 3.1                    |
| 1970 | 2 691                   | 47.7                    | 49.2                     | 3.1                    |
| 1975 | 3 108                   | 47.5                    | 49.3                     | 3.2                    |
| 1980 | 3 636                   | 47.0                    | 49.8                     | 3.2                    |
| 1985 | 4 238                   | 46.2                    | 50.6                     | 3.2                    |
| 1990 | 4 904                   | 45.5                    | 51.1                     | 3.4                    |
| 1995 | 5 592                   | 44.3                    | 52.1                     | 3.6                    |
| 2000 | 6 236                   | 42.4                    | 53.7                     | 3.9                    |
| 2005 | 6 899                   | 39.8                    | 56.0                     | 4.1                    |
| 2010 | 7 621                   | 36.8                    | 58.9                     | 4.3                    |

## Estadístiques vitals
El registre dels fets vitals es troba complet a Hondures. El Departament de Població de les Nacions Unides prepara les estimacions.
| Període   | Naixements per any | Morts per any | Canvi natural per any | TBN* | TBM* | CN*  | TMI* | TFT* | Esperança de vida total | Esperança de vida homes | Esperança de vida dones |
| --------- | ------------------ | ------------- | --------------------- | ---- | ---- | ---- | ---- | ---- | ----------------------- | ----------------------- | ----------------------- |
| 1950-1955 | 84 000             | 40 000        | 44 000                | 52.1 | 24.7 | 27.4 | 7.50 | 169  | 41.8                    | 40.5                    | 43.1                    |
| 1955-1960 | 95 000             | 40 000        | 55 000                | 51.1 | 21.5 | 29.6 | 7.50 | 154  | 44.6                    | 43.0                    | 46.3                    |
| 1960-1965 | 108 000            | 40 000        | 68 000                | 49.5 | 18.3 | 31.2 | 7.42 | 136  | 48.0                    | 46.3                    | 49.8                    |
| 1965-1970 | 122 000            | 40 000        | 82 000                | 48.4 | 16.0 | 32.4 | 7.42 | 119  | 51.0                    | 49.2                    | 53.0                    |
| 1970-1975 | 133 000            | 40 000        | 93 000                | 45.9 | 13.7 | 32.2 | 7.05 | 104  | 54.1                    | 52.1                    | 56.2                    |
| 1975-1980 | 150 000            | 38 000        | 112 000               | 44.5 | 11.4 | 33.1 | 6.60 | 81   | 57.7                    | 55.6                    | 59.9                    |
| 1980-1985 | 166 000            | 36 000        | 130 000               | 42.3 | 9.2  | 33.1 | 6.00 | 65   | 61.6                    | 59.4                    | 63.8                    |
| 1985-1990 | 180 000            | 33 000        | 147 000               | 39.5 | 7.3  | 32.2 | 5.37 | 53   | 65.4                    | 63.2                    | 67.7                    |
| 1990-1995 | 195 000            | 33 000        | 162 000               | 37.1 | 6.3  | 30.8 | 4.92 | 43   | 67.7                    | 65.4                    | 70.1                    |
| 1995-2000 | 198 000            | 33 000        | 165 000               | 33.4 | 5.6  | 27.9 | 4.30 | 35   | 69.8                    | 67.5                    | 72.3                    |
| 2000-2005 | 197 000            | 35 000        | 163 000               | 30.0 | 5.3  | 24.8 | 3.72 | 31   | 71.0                    | 68.6                    | 73.4                    |
| 2005-2010 | 201 000            | 37 000        | 164 000               | 27.7 | 5.1  | 22.7 | 3.31 | 28   | 72.1                    | 69.7                    | 74.5                    |
| * 85%     |                    |               |                       |      |      |      |      |      |                         |                         |                         |

## Grups ètnics
Els "mestizos" (barreja d'europeus amb amerindis) representen més del 90% de la població, amb només el 6% d'amerindis i l'1% d'afrohondurenys. Igual que en altres països d'Amèrica Llatina, la qüestió de la distribució racial de la població nacional és problemàtica. Des de principi del segle xx, almenys, Hondures s'ha emmarcat com un país " mestís", ignorant i de vegades denigrant tant el component africà de la població com a la població indígena supervivent que encara es considerava com de sang pura. A causa dels estigmes socials moltes persones van negar tenir ascendència africana, i després de l'arribada a Hondures de treballadors dsecendents de afrocaribenys es va engegar una campanya activa per denigrar totes les persones d'ascendència africana, feta per mestissos ansiosos per negar qualsevol ascendència africana. Per això les estadístiques oficials representen bastant uniformement aquelles persones que tenen ascendència en favor d'una solució de "dues races".

### Amerindis
Segons el cens de 2001 la població ameríndia d'Hondures inclou 381.495 persones (6,3% de la població total). Amb excepció dels lenca i els ch'ortí encara mantenen llur llengua.
En el cens de 2001 es comptaren sis grups amerindis diferents:
- els lenques (279.507 en 2001;4,6% de la població total) viuen als departaments de La Paz, Intibucá, i Lempiras;
- els Miskitos (51.607 in 2001; 0,8% de la població total) viuen a la costa nord-est a la frontera amb Nicaragua.
- els Chortís (34.453 in 2001;0,6% de la població total), grup maia que viu a la frontera nord-oest amb Guatemala;
- els tolupans (també anomenats jicaque, "xicaque", o tol; 9.617 en 2001; 0,2% de la població total), viuen al departament de Yoro i a la reserva de Montaña de la Flor;
- els Pech o Paya (3,848 en 2001; 0,1% de la població total) viuen a una petita àrea del departament d'Olancho;
- els Sumos o Tawahka (2.463 en 2001; <0,1%)

### Afrohondurenys
La població afrohondurenya està formada pels garifuna i criolls.
- Els garifuna són descendents de poblacions caribs, arawaks, i africanes. Aquest grup ètnic té el seu origen en un grup format a les illes Sant Vicent al Carib, d'on arribaren el 1797. Segons el cens de 2001 hi havia registrats 46.448 garifunes, 0,8% de la població total d'Hondures.[7] Els garifuna parlen una llengua arawak. Viuen al llarg de la costa caribenya d'Hondures i a les illes de la Badia.
- Els criolls eren 12.370 (0,2%) en 2001.

### Altres grups ètnics
Hondures allotja una significativa comunitat de palestins (la majoria dels quals són àrabs cristians). Aquests àrabs hondurenys sovint són anomenats "turcos" perquè arribaren a Hondures usant documents de transport turc, ja que aleshores el seu país es trobava sota control de l'Imperi Otomà. Els palestins arribaren al país al pas del segle xix al xx, i s'establiren principalment a la ciutat de San Pedro Sula.
També hi ha una petita comunitat de xinesos a Hondures. Un advocat del Comitè per la Defensa dels Drets Humans a Hondures (CODEH) va informar que la comunitat xinesa a Hondures és força petita. Molts dels xinesos són emigrats que arribaren de la Xina després de la revolució i llurs descendents.